# Arte de la lengua mexicana
El Arte de la lengua mexicana es una gramática de la lengua náhuatl en español. Fue escrita por el misionero franciscano Andrés de Olmos en 1547 en el convento de Hueytlalpan. El Arte se mantuvo como manuscrito hasta 1875, cuando fue publicada en París por el lexicógrafo Rémi Siméon bajo el título Grammaire de la langue nahuatl ou mexicaine. Aunque ya algunos años antes, alrededor de 1531, se habían intentado algunos trabajos sobre gramática náhuatl, el Arte de Olmos fue la primera gramática propiamente desarrollada y la más antigua de la que se tiene noticia. Correspondió entonces al náhuatl ser la primera lengua del nuevo mundo en tener un arte o gramática.

## Importancia
Dentro de la familia lingüística yuto-nahua destaca la lengua náhuatl, también conocida como «mexicano». Su relevancia se debe a múltiples factores que contribuyeron a su amplia extensión geográfica y temporal, logrando su máxima expansión prehispánica con las conquistas realizadas por la Triple Alianza, así como su estatus político, puesto que el náhuatl se convirtió en una lengua franca entre los comerciantes y las élites de Mesoamérica.
Los españoles que comprendieron la importancia y profundo valor de esta lengua autóctona, en vez de suprimirla, permitieron su difusión durante la etapa colonial manteniendo su vigencia durante los tres siglos novohispanos, en los cuales se escribieron en náhuatl innumerables documentos jurídicos, legales, literarios, históricos, religiosos, entre muchos otros.
Si bien la lengua náuhatl poseía una escritura que se servía de un sistema glífico, muchos indígenas aprendieron a utilizar el alfabeto latino que habían adaptado los frailes para representar los fonemas del náhuatl. Así, varios de los sabios mexicas plasmaron en texto náhuatl escrito alfabéticamente el contenido de muchos de los códices o amoxtli, con los que se rescataron del olvido expresiones del pensamiento y saberes de los pueblos indígenas. Esta labor, además de conservar y preservar, era útil en las actividades de enseñanza que se impartían principalmente a los hijos de los nobles indígenas. Aprender la lengua de la manera en que los españoles consideraban correcta era una empresa nada fácil, dado que los estudios en lingüística aun no tenían el desarrollo y avances que hoy tienen. Ejecutaron tal faena principalmente los frailes, como Andrés de Olmos, que trabajaban tanto con sabios nativos como con la gente común a la que evangelizaban.
En 1539, Olmos, luego que hubo terminado su libro sobre las Antigüedades ordenado por fray Martín de Valencia y por Sebastian Ramírez de Fuenleal, dejó su residencia en Tlatelolco y se trasladó a Hueytlalpan, en la región totonaca, donde se estableció como misionero y fundó el convento de San Andrés. Continuó allí sus investigaciones en las lenguas náhuatl y totonaca y concluyó el primero de enero de 1547 el Arte de la lengua mexicana, que todavía hoy sigue siendo consultada y en la que mostró y sistematizó por vez primera las características del náhuatl afanándose por dejar explícitas las singularidades de la que él mismo calificó de «tan extraña lengua y tan abundosa en su manera y intrincada...».

## Estructura y contenido
En conjunto, los manuscritos preservados del Arte se organizan de la siguiente manera:
- Comienza con el Título Arte de la lengua mexicana
- Epístola Nuncupatoria en latín, dirigida a fray Martín Sarmiento de Hojacastro
- Prólogo al lector, en el que Olmos habla sobre la estructura de su obra, que divide en cuatro partes:

1. La primera dividida en trece capítulos en los que habla de pronombres, nombres y adjetivos.
2. La segunda también en trece capítulos que abarcan conjugación verbal, composición y formas reverenciales.
3. La tercera tiene ocho capítulos en los que habla de las partículas, adverbios y «ortografía».
4. Los dos últimos capítulos lo emplea para explicar «unas maneras de hablar comunes», así como «la manera de hablar que tenían los viejos en sus pláticas».

- Concluye su Arte con uno de los Huehuehtlahtolli que atestigua la antigua palabra.

## Manuscritos y ediciones
En la actualidad existen seis copias conservadas en manuscrito del Arte de Olmos, de las cuales algunas están escritas con letra gótica. Estas copias presentan semejanzas de consideración entre sí; no obstante, existen unas pocas diferencias, así como glosas en algunas. Las seis copias se encuentran resguardadas en cinco bibliotecas:
- Biblioteca Nacional de España (Madrid): 1 copia. Reencuadernada en 1958 junto con otros manuscritos de diversos temas. El Arte consta de 83 páginas, recto y verso, que fueron numeradas de manera tardía empezando en la hoja que lleva el número 20. Está escrito con letra gótica y caligrafía uniforme, aunque en algunos casos utiliza un tipo de letra mayor como si de subtítulos se tratase. Esta es una de las dos copias más antiguas que se conocen.
- Biblioteca Nacional de Francia (París): 2 copias. La primera incluida en el fondo español, consta de 119 páginas, recto y verso. La segunda pertenece a la Colección de Manuscritos Mexicanos
- Biblioteca del Congreso (Washington): 1 copia. Perteneció originalmente a librería Maisonneuve de París. Está incluida en un volumen de pergamino de 145 páginas, recto y verso.
- Biblioteca del Middle American Research Institute (Universidad de Tulane, Nueva Orleans): 1 copia. Encuadernada junto con otros manuscritos. Consta, según su foliación original, de 225 páginas, recto y verso. Es la única copia que contiene un vocabulario.
- Biblioteca Bancroft (Universidad de California, Berkeley): 1 copia. Consta de 182 páginas que abarcan el mismo volumen.